# فرنسيسكو رودريغيز (دراج)
فرنسيسكو رودريغيز (بالإسبانية: Francisco Rodríguez)‏ هو دراج أرجنتيني، (و. 1906  م).

## وصلات خارجية
- فرنسيسكو رودريغيز على موقع أوليمبيديا (الإنجليزية)